# The Purge (serie cinematográfica)
The Purge, en español La Purga (también conocida como 12 horas para sobrevivir) es una serie cinematográfica de terror estadounidense, centrada en una serie de películas de acción y suspenso distópicas distribuidas por Universal Pictures y producidas por Blumhouse Productions y Platinum Dunes, creadas principalmente por James DeMonaco. Las películas presentan un Estados Unidos aparentemente normal y libre de delitos en un futuro cercano, aunque lo cierto es que el país es una distopía que celebra una fiesta nacional anual conocida como la Purga, un día en el que todo delito, incluido el asesinato, se legaliza por un período de 12 horas.
La franquicia comenzó en 2013 con The Purge, dirigida por el creador DeMonaco, quien también dirigió dos de las secuelas y escribió los guiones de todas las películas de la serie. Una quinta entrega, The Forever Purge, se estrenó el 2 de julio de 2021. Además de las películas, la franquicia ha generado una serie de televisión, que se estrenó el 4 de septiembre de 2018; DeMonaco escribió el episodio piloto.
La franquicia ha recibido una recepción crítica generalmente mixta, criticándose principalmente por la escritura de guiones y las historias cliché, y elogiando por el concepto, la actuación, el estilo y las secuencias de acción. La franquicia ha recaudado en total más de $500 millones de dólares frente a un presupuesto de producción combinado de $53 millones de dólares.

## Franquicia
| Película                 | Fecha de estreno        | Director        | Guionistas      | Historia de     | Productores                                                                                            | Distribuida por                                    |
| Serie principal          | Serie principal         | Serie principal | Serie principal | Serie principal | Serie principal                                                                                        | Serie principal                                    |
| ------------------------ | ----------------------- | --------------- | --------------- | --------------- | --- | -------------------------------------------------- |
| The Purge                | 7 de junio de 2013      | James DeMonaco  | James DeMonaco  | James DeMonaco  | Jason Blum, Michael Bay, Andrew Form, Bradley Fuller y Sebastien Lemercier                             | Universal Pictures                                 |
| The Purge: Anarchy       | 18 de julio de 2014     | James DeMonaco  | James DeMonaco  | James DeMonaco  | Jason Blum, Michael Bay, Andrew Form, Bradley Fuller y Sebastien Lemercier                             | Universal Pictures                                 |
| The Purge: Election Year | 1 de julio de 2016      | James DeMonaco  | James DeMonaco  | James DeMonaco  | Jason Blum, Michael Bay, Andrew Form, Bradley Fuller y Sebastien Lemercier                             | Universal Pictures                                 |
| The First Purge          | 4 de julio de 2018      | Gerard McMurray | James DeMonaco  | James DeMonaco  | Blum, Bay, Form, Fuller, Lemercier y James DeMonaco                                                    | Universal Pictures                                 |
| The Forever Purge        | 2 de julio de 2021      | Everardo Gout   | James DeMonaco  | James DeMonaco  | Blum, Bay, Form, Fuller y Lemercier                                                                    | Universal Pictures                                 |
| Serie de televisión      |                         |                 |                 |                 | |                                                    |
| The Purge                | 4 de septiembre de 2018 | James DeMonaco  | James DeMonaco  | James DeMonaco  | Jason Blum, Michael Bay, Andrew Form, Bradley Fuller, Thomas Kelly, Anthony Hemingway y James DeMonaco | NBCUniversal Television Distribution y Prime Video |

### The Purge(2013)
The Purge está protagonizada por Ethan Hawke, Lena Headey, Max Burkholder, Adelaide Kane, Edwin Hodge, Tony Oller, Rhys Wakefield y Arija Bareikis.
La película, ambientada en 2022, retrata a una familia adinerada que adquirió su riqueza vendiendo sistemas de seguridad para su uso durante la Purga anual.
A pesar de las críticas mixtas, la película recaudó $89,3 millones de dólares, con un presupuesto de $3 millones de dólares. La película se convirtió en una zona de miedo en 2014 para las "Halloween Horror Nights" anuales de Universal Parks & Resorts debido a su éxito.

### The Purge: Anarchy(2014)
The Purge: Anarchy, estrenada mundialmente el 18 de julio de 2014, está protagonizada por Frank Grillo, Carmen Ejogo, Zach Gilford, Kiele Sanchez, Zoë Soul y Michael K. Williams, mientras que Edwin Hodge retoma su papel de "The Stranger" desde la primera película.
A diferencia de la primera película de The Purge, que se desarrolló completamente en una casa durante la carnicería, Anarchy sigue a una camarera y su hija que salen al área de Los Ángeles durante la Purga anual y finalmente se encuentran con un grupo anti-purga que les ofrece cierta protección.
La película recibió críticas generalmente mixtas, aunque muchos críticos estuvieron de acuerdo en que fue una gran mejora con respecto a la primera película, y fue un éxito de taquilla, recaudando $111,9 millones de dólares, con un presupuesto de $9 millones de dólares.

### The Purge: Election Year(2016)
La tercera película se estrenó el 1 de julio de 2016 en la que Frank Grillo y Edwin Hodge repiten sus papeles de la película anterior, y se les une Elizabeth Mitchell, quien interpreta a la senadora Charlie Roan. El 6 de octubre, se anunció que los productores Sébastien K. Lemercier, Jason Blum de Blumhouse Productions y los socios de Platinum Dunes, Michael Bay, Brad Fuller y Andrew Form también estarían de regreso. El rodaje comenzó el 16 de septiembre en Woonsocket, Rhode Island.
La película, ambientada en 2040, se desarrolla durante un año de elecciones presidenciales en los Estados Unidos. La elección se enfrenta a un miembro de los Nuevos Padres Fundadores contra una senadora que quiere poner fin a la Purga anual tras perder a su familia durante la adolescencia.
La película recibió críticas mixtas de los críticos y recaudó $118,6 millones de dólares, con un presupuesto de $10 millones de dólares, convirtiéndose en la segunda película más taquillera de la serie.

### The First Purge(2018)
En septiembre de 2016, James DeMonaco, quien escribió y dirigió todas las películas de la serie hasta el momento, declaró que la cuarta película sería una precuela de la trilogía. La película muestra cómo Estados Unidos llegó al punto de aceptar la Purga.
La película, ambientada en 2016, se desarrolla en el distrito de Staten Island en Nueva York y explora los orígenes de la carnicería en los Estados Unidos, que se llevó a cabo como un experimento para combatir el crimen y la pobreza. El único lugar en el que se está llevando a cabo la Purga, Staten Island, está completamente cerrado para aquellos que eligen participar y aquellos que usan lentes de contacto con una cámara incorporada durante la Purga recibirán $5,000 dólares por quedarse en Staten Island, además de recibir dinero adicional por participar plenamente. Sin embargo, cuando los residentes de Staten Island se aprovechan del experimento cometiendo actividades delictivas menores, como delitos menores, delitos menores, infracciones, delitos menores y conductas desordenadas, los funcionarios corruptos de la NFFA se deciden a obtener los resultados esperados a través de métodos ilegales.
En febrero de 2017, DeMonaco anunció que se estaba desarrollando una cuarta entrega. DeMonaco volvió a escribir el guion, mientras que Jason Blum, Michael Bay, Brad Fuller y Andrew Form volvieron a producir la película con Sébastien K. Lemercier. En julio de 2017, se anunció que Gerard McMurray fue contratado para dirigir la película y el rodaje comenzó en septiembre de 2017 en Buffalo, Nueva York. La película fue estrenada el 4 de julio de 2018, con críticas mixtas de los críticos y recaudó $137,1 millones de dólares, con un presupuesto de $13 millones de dólares, convirtiéndose en la entrega más taquillera de la franquicia.

### The Forever Purge(2021)
En octubre de 2018, James DeMonaco, el creador de The Purge, declaró que la quinta película iba a ser la última película de la serie, afirmando que "será un final realmente genial, cómo nos llevamos esto a casa".
La película se desarrolla ocho años después de Election Year, en 2048 y 2049, y la Purga ha sido restablecida por los reelegidos Nuevos Padres Fundadores de América (NFFA). En respuesta a ocho años sin una Purga, un grupo de odio antiinmigración conocido como The Forever After Purge continúa la Purga después del final de la misma, procediendo a eliminar al gobierno, tomar el control de las principales ciudades del país y comenzar lo que llama una "purificación" del país. Los principales objetivos de la campaña de purificación del grupo son los inmigrantes y los miembros de las clases altas.
En agosto de 2019, se anunció que Everardo Gout dirigiría la película. La película estaba inicialmente programada para ser estrenada en los Estados Unidos el 10 de julio de 2020 por Universal Pictures. En mayo de 2020, la película se retrasó indefinidamente debido a la pandemia de COVID-19. En julio de 2020, la película se reprogramó para el 9 de julio de 2021. En abril de 2021, se adelantó una semana al 2 de julio de 2021. La película recaudó $77 millones de dólares, con un presupuesto de $18 millones de dólares.

## Serie de televisión

### The Purge(2018–2019)
En mayo de 2017, se informó que Syfy y USA Network estrenarían la serie en 2018. El 26 de febrero de 2018, se anunció que los protagonistas de la próxima serie serían Gabriel Chavarria y Jessica Garza. El 6 de noviembre de 2018, USA Network renovó el programa para una segunda temporada, que se estrenó el 15 de octubre de 2019 con 10 episodios y sigue los eventos de la primera temporada. En una entrevista con la revista Scream, el showrunner de la serie de televisión The Purge, Thomas Kelly, declaró que una película de atracos se ha considerado establecer en Purge Night; este punto de la trama se utilizó más tarde en la segunda temporada de la serie. El 13 de mayo de 2020, USA Network canceló la serie después de dos temporadas.

## Evento
En 2014, luego de un colapso económico y el aumento de los disturbios sociales, se forma una organización política llamada Los Nuevos Padres Fundadores de América (NFFA) y se vota para el cargo. La organización establece un nuevo gobierno totalitario y un estado policial. En 2016, la NFFA diseña un plan para ayudar a estabilizar la sociedad estadounidense y, más adelante, en 2017, se ratifica la 28.ª Enmienda a la Constitución de los Estados Unidos. Esta enmienda establece un evento de 12 horas conocido como "La Purga" que se llevaría a cabo desde las 7 p. m. del 21 de marzo hasta las 7 a. m. del 22 de marzo en el que todos los delitos se legalizan. Antes de que comience la Purga, el Sistema de Transmisión de Emergencia se activa con reglas y una oración que dice "Benditos sean nuestros Nuevos Padres Fundadores y América, una nación renacida" antes de terminar con "Que Dios esté con todos ustedes".
Las reglas para la Purga anual son las siguientes:
- Las sirenas resuenan por todo el país para señalar el inicio y el final de la Purga.
- Todos los servicios de policía, bomberos y emergencias médicas siguen sin estar disponibles o suspendidos durante la Purga completa de 12 horas.
- Los funcionarios gubernamentales de rango 10+ reciben inmunidad (revocada en el año de elecciones para legalizar el asesinato de un oponente político).
- Se permiten armas de "clases 1-4", mientras que las armas de clase 5 (como explosivos) están prohibidas.
- Las violaciones de las reglas de la Purga resultarán en ahorcamiento público.

A continuación se muestra cómo el sistema de transmisión de emergencia anuncia el comienzo de la Purga en las dos primeras películas:

Esto no es un simulacro.
Este es el Sistema de Transmisión de emergencia anunciando el inicio de la Purga Anual aprobada por el gobierno de Estados Unidos. Comenzando la sirena todo crimen, incluyendo el asesinato serán legales durante las próximas 12 horas. Policías, bomberos y los servicios médicos de emergencia no estarán disponibles hasta mañana a las 7:00 AM cuando concluya la Purga. Armas de clase 4 y menores han sido autorizadas para usarse durante la Purga. Todas las demás están prohibidas. Funcionarios del gobierno nivel 10 se les ha concedido inmunidad de la Purga y no deben ser lastimados. Benditos sean nuestros Nuevos Padres Fundadores y América, una nación renacida.
Que Dios los proteja.

En The Purge: Election Year, la NFFA revoca la regla que otorga inmunidad a los funcionarios de rango 10, para asesinar a Roan, un candidato presidencial anti-purga que se postula en una plataforma de revocación de la 28.ª Enmienda que, para angustia de la NFFA, ha logrado la paridad en las urnas con su candidato. Este cambio se refleja en el anuncio del comienzo de la Purga final de la siguiente manera:

Esto no es una prueba.
Este es el Sistema de Transmisión de emergencia anunciando el inicio de la Purga Anual aprobada por el gobierno de Estados Unidos. Al sonar la sirena todo y cualquier delito, incluyendo el asesinato serán legales durante las próximas 12 horas. Se autoriza el uso de armas de clase 4 e inferiores durante la Purga. Se restringen armas de otra clase. Los servicios policiales, de bomberos y médicos de emergencias no estarán disponibles hasta mañana a las 7:00 AM. Y por primera vez desde que se instauró, nadie gozará de inmunidad especial durante la Purga, ningún ciudadano ni grupo está exento. Benditos sean nuestros Nuevos Padres Fundadores y América, una nación renacida.
Que Dios los proteja.

En The First Purge, que tuvo lugar en 2017 en Staten Island, Nueva York, que fue bloqueado de todo contacto debido a que la Primera Purga fue realmente un experimento social realizado por los Nuevos Padres Fundadores, que proporciona una compensación monetaria de al menos $5000 dólares a cualquiera que decide quedarse en la isla por la noche, un año antes de la primera Purga nacional. A continuación se muestra el discurso de apertura de la siguiente manera:

Esto no es un simulacro. 
Este es un sistema de emisión de emergencia, anunciando el inicio del experimento social de la NFFA en Staten Island, Nueva York. Se autoriza el empleo de armas nivel 4 e inferiores en el experimento. Todos los delitos, incluyendo el asesinato serán legales durante 12 horas consecutivas.
Benditos sean nuestros Nuevos Padres Fundadores y América, una nación renacida.
Que Dios los proteja.

Dentro de la serie de películas, la Purga ha provocado que las tasas de delincuencia y desempleo caigan en picado al 1% y una economía fuerte. Aunque se cree que se usa como un acto de catarsis para la población estadounidense, en realidad se usa como un método de control de población artificial, ya que los pobres desempleados en los barrios marginales, así como algunas personas de la clase trabajadora, suelen ser los principales objetivos. En Election Year, un personaje señala que acercarse sigilosamente a un hombre negro en la noche de la Purga es una acción particularmente tonta, lo que sugiere que los negros están acostumbrados a ser objetivos en esta noche. En este momento también ha aumentado el turismo ya que los extranjeros ingresan a los EE. UU. únicamente para participar en la Purga.

## Reparto
| Leyenda   |                |              |            |                    |
| Principal | Secundario (a) | Invitado (a) | No aparece | TBA (Por anunciar) |

| Personaje                                                                | Películas principales | Películas principales | Películas principales    | Películas principales | Películas principales | Serie de televisión   | Serie de televisión      |
| Personaje                                                                | The Purge             | The Purge: Anarchy    | The Purge: Election Year | The First Purge       | The Forever Purge     | Temporada 1           | Temporada 2              |
| Personaje                                                                | 2013                  | 2014                  | 2016                     | 2018                  | 2021                  | 2018                  | 2019                     |
| ------------------------------------------------------------------------ | --------------------- | --------------------- | ------------------------ | --------------------- | --------------------- | --------------------- | ------------------------ |
| Megan lewis / Sistema de Emergencia                                      | Cindy Robinson        | Cindy Robinson        | Cindy Robinson           | Cindy Robinson        | TBA                   | Cindy Robinson        | Cindy Robinson           |
| Obispo Dante / El extraño                                                | Edwin Hodge           | Edwin Hodge           | Edwin Hodge              |                       | TBA                   |                       |                          |
| James Sandin                                                             | Ethan Hawke           |                       |                          |                       |                       |                       | Ethan Hawke              |
| Mary Sandin                                                              | Lena Headey           |                       |                          |                       | TBA                   |                       |                          |
| Zoey Sandin                                                              | Adelaide Kane         |                       |                          |                       | TBA                   |                       |                          |
| Charlie Sandin                                                           | Max Burkholder        |                       |                          |                       | TBA                   |                       |                          |
| Purgador líder                                                           | Rhys Wakefield        |                       |                          |                       |                       |                       |                          |
| Henry                                                                    | Tony Oller            |                       |                          |                       |                       |                       |                          |
| Grace Ferrin                                                             | Arija Bareikis        |                       |                          |                       |                       |                       |                          |
| Sr. Ferrin                                                               | Dana Bunch            |                       |                          |                       |                       |                       |                          |
| Sr. Halverson                                                            | Chris Mulkey          |                       |                          |                       |                       |                       |                          |
| Sra. Halverson                                                           | Tisha French          |                       |                          |                       |                       |                       |                          |
| Sr. Cali                                                                 | Tom Yi                |                       |                          |                       |                       |                       |                          |
| Leo Barnes / El sargento                                                 |                       | Frank Grillo          | Frank Grillo             |                       | TBA                   |                       |                          |
| Eva Sanchéz                                                              |                       | Carmen Ejogo          |                          |                       |                       |                       |                          |
| Shane                                                                    |                       | Zach Gilford          |                          |                       |                       |                       |                          |
| Liz                                                                      |                       | Kiele Sanchez         |                          |                       |                       |                       |                          |
| Cali Sanchez                                                             |                       | Zoë Soul              |                          |                       |                       |                       |                          |
| Carmelo Johns                                                            |                       | Michael K. Williams   |                          |                       |                       |                       |                          |
| Tanya                                                                    |                       | Justina Machado       |                          |                       |                       |                       |                          |
| Rico Sanchéz                                                             |                       | John Beasley          |                          |                       |                       |                       |                          |
| Big Daddy                                                                |                       | Jack Conley           |                          |                       |                       |                       |                          |
| Warren Grass                                                             |                       | Brandon Keener        |                          |                       |                       |                       |                          |
| Senadora Charlene Roan                                                   |                       |                       | Elizabeth Mitchell       |                       | Elizabeth Mitchell    |                       |                          |
| Joe Dixon                                                                |                       |                       | Mykelti Williamson       |                       |                       |                       |                          |
| Marcos                                                                   |                       |                       | Joseph Julian Soria      |                       |                       |                       |                          |
| Laney Rucker                                                             |                       |                       | Betty Gabriel            |                       |                       |                       |                          |
| Dawn                                                                     |                       |                       | Liza Colón-Zayas         |                       |                       |                       |                          |
| Earl Danzinger                                                           |                       |                       | Terry Serpico            |                       |                       |                       |                          |
| Caleb Warrens                                                            |                       |                       | Raymond J. Barry         |                       |                       |                       |                          |
| El ministro Edwidge Owens                                                |                       |                       | Kyle Secor               |                       |                       |                       |                          |
| Harmon James                                                             |                       |                       | Christopher James Baker  |                       |                       |                       |                          |
| Dr. May Updale / La Arquitecta / Madre de la Patria Fundadora de América |                       |                       |                          | Marisa Tomei          |                       |                       |                          |
| Dmitri                                                                   |                       |                       |                          | Y'lan Noel            | TBA                   |                       |                          |
| Nya                                                                      |                       |                       |                          | Lex Scott Davis       | TBA                   |                       |                          |
| Isaiah                                                                   |                       |                       |                          | Joivan Wade           | TBA                   |                       |                          |
| Dolores                                                                  |                       |                       |                          | Mugga                 | TBA                   |                       |                          |
| Luisa                                                                    |                       |                       |                          | Lauren Vélez          | TBA                   |                       |                          |
| Selina                                                                   |                       |                       |                          | Kristen Solis         | TBA                   |                       |                          |
| Skeletor                                                                 |                       |                       |                          | Rotimi Paul           |                       |                       |                          |
| Arlo Sabian                                                              |                       |                       |                          | Patch Darragh         | TBA                   |                       |                          |
| Adela                                                                    |                       |                       |                          |                       | Ana de la Reguera     |                       |                          |
| TBA                                                                      |                       |                       |                          |                       | Josh Lucas            |                       |                          |
| Juan                                                                     |                       |                       |                          |                       | Tenoch Huerta         |                       |                          |
| TBA                                                                      |                       |                       |                          |                       | Leven Rambin          |                       |                          |
| TBA                                                                      |                       |                       |                          |                       | Will Patton           |                       |                          |
| Emma Kate                                                                |                       |                       |                          |                       | Cassidy Freeman       |                       |                          |
| TBA                                                                      |                       |                       |                          |                       | Sammi Rotibi          |                       |                          |
| Miguel Guerrero                                                          |                       |                       |                          |                       |                       | Gabriel Chavarria     |                          |
| Lila Stanton                                                             |                       |                       |                          |                       |                       | Lili Simmons          |                          |
| Joe Owens                                                                |                       |                       |                          |                       |                       | Lee Tergesen          |                          |
| Penélope Guerrero                                                        |                       |                       |                          |                       |                       | Jessica Garza         |                          |
| Jane Barbour                                                             |                       |                       |                          |                       |                       | Amanda Warren         |                          |
| Rick Betancourt                                                          |                       |                       |                          |                       |                       | Colin Woodell         |                          |
| Jenna Betancourt                                                         |                       |                       |                          |                       |                       | Hannah Emily Anderson |                          |
| Good Leader Tavis                                                        |                       |                       |                          |                       |                       | Fiona Dourif          |                          |
| David Ryker                                                              |                       |                       |                          |                       |                       | William Baldwin       |                          |
| Albert Stanton                                                           |                       |                       |                          |                       |                       | Reed Diamond          |                          |
| Bobby Sheridan                                                           |                       |                       |                          |                       |                       | Dermot Mulroney       | Dermot Mulroney          |
| Marcus Moore                                                             |                       |                       |                          |                       |                       |                       | Derek Luke               |
| Ryan Grant                                                               |                       |                       |                          |                       |                       |                       | Max Martini              |
| Esmé Carmona                                                             |                       |                       |                          |                       |                       |                       | Paola Núñez              |
| Ben Gardner                                                              |                       |                       |                          |                       |                       |                       | Joel AllenCarson Minniea |
| Michelle Moore                                                           |                       |                       |                          |                       |                       |                       | Rochelle Aytes           |
| Darren Moore                                                             |                       |                       |                          |                       |                       |                       | Denzel Whitaker          |
| Tommy Ortiz                                                              |                       |                       |                          |                       |                       |                       | Jonathan Medina          |
| Sara Williams                                                            |                       |                       |                          |                       |                       |                       | Chelle Ramos             |
| Doug Vargas                                                              |                       |                       |                          |                       |                       |                       | Jaren Mitchell           |
| Andrea Ziv                                                               |                       |                       |                          |                       |                       |                       | Christine Dunford        |

## Recepción
The Purge es considerada la octava franquicia de películas de terror más taquillera de todos los tiempos.
| Películas                | Fecha de lanzamiento | Taquilla bruta | Taquilla bruta          | Taquilla bruta   | Presupuesto |
| Películas                | Fecha de lanzamiento | U.S.           | Fuera de Estados Unidos | En todo el mundo | Presupuesto |
| ------------------------ | -------------------- | -------------- | ----------------------- | ---------------- | ----------- |
| The Purge                | 7 de julio de 2013   | $64,473,115    | $24,855,512             | $89,328,627      | $3 million  |
| The Purge: Anarchy       | 18 de julio de 2014  | $71,962,800    | $39,965,565             | $111,928,365     | $9 million  |
| The Purge: Election Year | 1 de julio de 2016   | $79,213,375    | $39,374,505             | $118,587,880     | $10 million |
| The First Purge          | 4 de julio de 2018   | $69,086,325    | $67,125,653             | $136,211,978     | $13 million |
| Total                    | Total                | $PS284,112,750 | $PS162,795,582          | $PS446,908,332   | $35 million |

Respuesta de la crítica y la audiencia a las películas de The Purge
| Películas                | Rotten Tomatoes   | Rotten Tomatoes      | Rotten Tomatoes    | Metacritic      | CinemaScore | IMDb                | FilmAffinity       |
| Películas                | Críticos          | Críticos importantes | Audiencia          | Metacritic      | CinemaScore | IMDb                | FilmAffinity       |
| ------------------------ | ----------------- | -------------------- | ------------------ | --------------- | ----------- | ------------------- | ------------------ |
| The Purge                | 40% (159 reseñas) | 29% (49 reseñas)     | 36% (50 000 votos) | 41 (33 reseñas) | C           | 5.7 (214 389 votos) | 5.1 (34 655 votos) |
| The Purge: Anarchy       | 57% (145 reseñas) | 51% (37 reseñas)     | 56% (50 000 votos) | 50 (32 reseñas) | B           | 6.4 (146 943 votos) | 5.7 (20 155 votos) |
| The Purge: Election Year | 55% (165 reseñas) | 52% (48 reseñas)     | 48% (25 000 votos) | 55 (31 reseñas) | B+          | 6.0 (102 647 votos) | 5.2 (12 033 votos) |
| The First Purge          | 55% (177 reseñas) | 62% (45 reseñas)     | 27% (2 500 votos)  | 54 (39 reseñas) | B-          | 5.2 (64 872 votos)  | 4.5 (8 036 votos)  |
| The Forever Purge        | 49% (159 reseñas) | 55% (29 reseñas)     | 63% (2 500 votos)  | 53 (33 reseñas) | B-          | 5.4 (34 606 votos)  | 4.7 (3 715 votos)  |
| Promedio                 | 51%               | 50%                  | 46%                | 51              | B-          | 5.8                 | 5.0                |